# Zollpolitik
Die Zollpolitik bezieht sich auf die Regeln und Vorschriften, die von einem Land oder einer Zollunion festgelegt werden, um den Handel mit anderen Ländern zu regulieren.
Am Beispiel der Geschichte der Zollpolitik der USA zeigt sich ein Auf und Ab über Jahrzehnte zwischen einer protektionistischen Grundeinstellung und einer Befürwortung des Freihandels.

## Aufgaben der Zollpolitik
Die Zollpolitik hat die Aufgabe, die Zollgesetze und -vorschriften eines Landes durchzusetzen und die Einhaltung der Handelsvorschriften zu überwachen. Dazu gehört unter anderem die Überwachung von Importen und Exporten, um sicherzustellen, dass alle Zölle und Steuern ordnungsgemäß erhoben werden und dass keine gesetzeswidrigen Waren in das Land eingeführt werden. Die Zollbehörden sind auch für die Überwachung der Einhaltung von Außenhandelsbeschränkungen und -sanktionen verantwortlich.
Zollpolitik kann dazu beitragen, Verbrauchern und/oder die Umwelt zu schützen, indem sie die Einfuhr von gefährlichen oder schädlichen Waren verhindert oder beschränkt und Maßnahmen ergreift, um die Einhaltung von Sicherheits- und Qualitätsstandards zu überwachen.

## Zollpolitik der USA
Schon zu Beginn des 19. Jahrhunderts verfolgte der US-amerikanische Kongress eine protektionistische Handelspolitik, indem er Zölle auf alle Produkte von 25 bis 30 Prozent erhob. Vor dem Bürgerkrieg von 1861 machten Zölle 90 Prozent der Staatseinnahmen aus. In der Zeit von 1870 bis 1910 lag der Anteil noch bei 50 Prozent und sank dann in den 1920er Jahren auf zehn Prozent. In den 1920er Jahren stiegen die Zölle in zwei Schritten von 17 auf 60 Prozent.  Am 17. Juni 1930 vollzog US-Präsident Herbert Hoover den Smoot-Hawley-Tariff-Act. Rückblickend war das der Auftakt eines Handelskrieges, der die Große Depression der 1930er verschärfen sollte. Das globale Handelsvolumen schrumpfte nämlich um ein Viertel, die weltweite Industrieproduktion sank um 32 Prozent. Nach dem Zweiten Weltkrieg wurden die Zölle massiv gesenkt, weil man aus der Weltwirtschaftskrise lernen wollte.
Zu Beginn des 21. Jahrhunderts erhob US-Präsident George Bush 2002 Zölle auf bestimmte Stahlprodukte. Auf Druck der Automobil- und der Bauindustrie wurden die Zölle nach 2 Jahren wieder abgeschafft. US-Präsident Donald Trump erhob während seiner ersten Präsidentschaft am 23. März 2018 wiederum Zölle auf die Einfuhr von Stahl und Aluminium in der Höhe von 10 bis 25 Prozent. Eine Eskalation des Zollkonfliktes zwischen der EU und den USA konnte im Juli 2018 durch ein Treffen zwischen Donald Trump und EU-Kommissionspräsident Jean-Claude Juncker beigelegt werden.
Der Handelskonflikt zwischen den USA und China verschärfte sich hingegen bis Mai 2019. Seit dem WTO-Beitritt 2001 hatte China seinen Handelsüberschuss bis auf 420 Milliarden US-Dollar erhöht. Im Dezember 2018 wurden Strafzölle auf Autos in der Höhe von 35 Prozent verkündet. Am 10. Mai 2019 wurden Zölle von 10 bis 25 Prozent auf chinesische Güter im Wert von 200 Milliarden US-Dollar in Kraft gesetzt.
Am 2. April 2025 verkündete US-Präsident Donald Trump zu Beginn seiner zweiten Präsidentschaft im Rosengarten des Weißen Hauses „reziproke Zölle“ von mindestens 10 Prozent auf alle US-Importe aus fast allen Ländern. US-Zölle auf chinesische Waren lagen bisher bei rund 75 Prozent, verglichen mit 56 Prozent in der Gegenrichtung. Die Zollbelastung auf US-Importe aus den EU-Ländern wurde gemäß der Reziprok-Formel auf 20 Prozent festgelegt.  Als Ziel wurden von der Regierung Trump die Stärkung des Produktionsstandortes USA und zusätzliche Staatseinnahmen ausgegeben.
Ökonomen erwarteten schwerwiegende Folgen für die Weltwirtschaft, Preissteigerungen, weniger ausländische Investitionen in den USA und eine Erhöhung der Rezessionsgefahr. Das deutsche Bruttoinlandsprodukt könnte über zwei Jahre insgesamt um schätzungsweise ein halbes Prozent sinken. Die WTO befürchtete eine Fragmentierung des Welthandels, bei der einzelne Länder hauptsächlich Handel mit den USA, andere mit China betreiben.
Am 1. August 2025 wurde bekannt, dass die Schweiz ab dem 7. August 2025 mit einem Zollsatz von 39 % belegt werden soll (vgl. Wirtschaft der Schweiz#Wettbewerbsfähigkeit im internationalen Vergleich). Damit soll die Schweiz nach Brasilien (50 %), Syrien (41 %), Laos und Myanmar (je 40 %) den weltweit fünfthöchsten Zoll erhalten.